# Линате (аэропорт)
Международный аэропорт Милан-Линате имени Энрико Форланини (итал. Aeroporto di Milano-Linate) (ИАТА: LIN, ИКАО: LIML) — один из трёх аэропортов Милана, Италия. Аэропорт обслуживает главным образом внутренние и короткие международные рейсы, в 2008 году было перевезено 9,2 млн пассажиров. Название аэропорт получил от небольшого населённого пункта в коммуне Пескьера-Борромео. Аэропорт назван именем Энрико Форланини (итал. Aeroporto "Enrico Forlanini") в честь итальянского изобретателя и пионера авиации, родившегося в Милане. Здания аэропорта Линате расположены на земле муниципалитета Сеграте, большая часть аэродрома расположена на земле коммуны Пескьера-Борромео.
Аэропорт был открыт после гидропорта Идроскало в Милане в 1930-х годах, когда аэропорт Талиедо (расположенный в 1 км от южной границы Милана), в то время один из крупнейших в мире аэродромов и аэропортов, стал слишком мал для обслуживания коммерческих самолётов. Линате был полностью перестроен в 1950-е, а затем в 1980-е годы. В 2021 году был открыт после масштабного обновления. 
Крупнейшим аэропортом Милана является Мальпенса (ИАТА: MXP, ИКАО: LIMC). Линате и Мальпенса связаны шоссе, между ними есть регулярное автобусное сообщение.
Третий аэропорт Миланской агломерации — Орио-аль-Серио, расположен в 4 км к юго-востоку от центра Бергамо и в 45 км к востоку от центра Милана.
Правильное произношение названия аэропорта — «/li’nate/», но не «/laj’nate/». При этом один из пригородов Милана называется Лайнате («/laj’nate/»), из-за чего случаются недоразумения.

## Инциденты и авиакатастрофы
- Авиакатастрофа в Линате 8 октября 2001 унесла жизни 118 человек, когда MD-87 рейса 686 SAS, вылетающий в Копенгаген, столкнулся с Cessna Citation II в тумане, когда последний перемещался по полосе аэропорта.[2]

- 15 июля 2005 года лёгкий самолёт приземлился на рулёжную дорожку 'T' в результате ошибки пилота (он должен был приземлиться на 36R). По результатам инцидента были выпущены рекомендации по безопасности[3]. Названия полос были изменены для избежания подобных инцидентов в будущем: 18R/36L стала 17/35, а 18L/36R — 18/36[4].

## Авиакомпании и пункты назначения
Список авиакомпаний и направлений напрямую в/из Линате

## Интересные факты

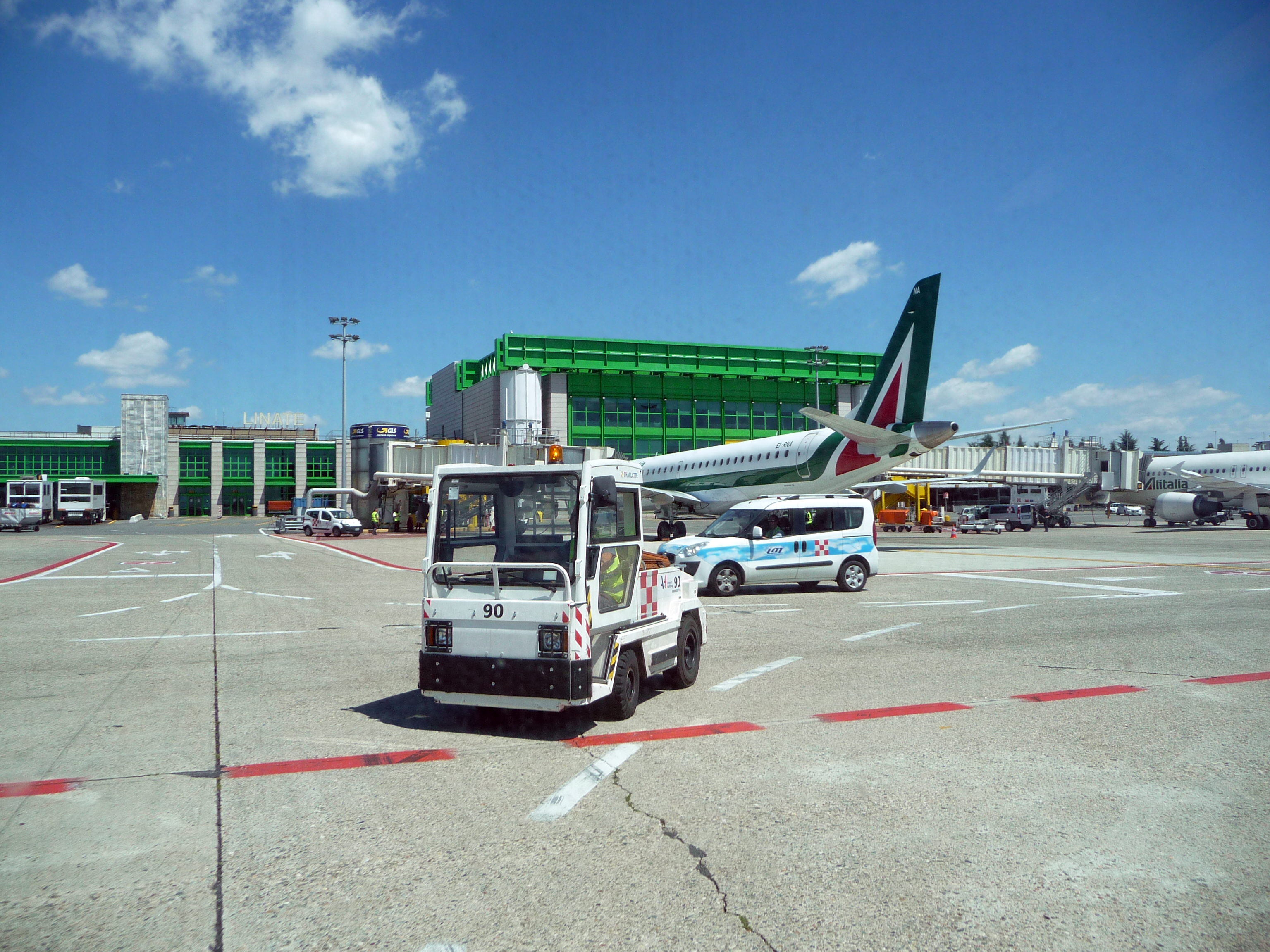
Самолёты и техника на перроне аэропорта Линате. 16 июля 2017 г.

В 1973 году ради строительства и успешной продажи квартир новом микрорайоне «Милан 2» Сильвио Берлускони пролоббировал изменение траектории полётов в районе аэропорта Линате, чтобы глиссада не проходила прямо над возводимым районом.